# Istituto Luce
L'Istituto Luce (acrònim de L'Unione Cinematografica Educativa) va ser una institució cinematogràfica italiana creada el 1924 durant l'època feixista. L'institut, amb seu a Roma, es dedicava a la producció i distribució de pel·lícules i documentals destinats a ser projectats als cinemes. Coneguda per haver estat una poderosa eina de propaganda del règim feixista, és considerada com la institució pública més antiga del món dedicada a la producció i distribució de materials cinematogràfics amb finalitats didàctiques i divulgatives.

## Història
L'Istituto Luce es va fundar l'any 1924 com a societat anònima fins que Benito Mussolini, a través del Reial Decret Llei núm. 1985 de 5 de novembre de 1925, la va dictaminar com a «institució moral» sense ànim de lucre de dret públic. El juliol de 1925, la Presidència del Consell de Ministres va enviar una circular als ministres de l'Interior, Educació, Economia i Colònies demanant-los que utilitzessin exclusivament l'Istituto Luce per a les seves finalitats educatives i propagandístiques. El 1927 va crear el telenotícies Giornale Luce, destinat a ser projectat obligatòriament a tots els cinemes italians abans de la projecció de les seves pel·lícules.
El 1935, l'Istituto Luce va establir l'Ente Nazionale Industrie Cinematografiche (ENIC), una branca que s'ocupava de la producció cinematogràfica: una de les primeres pel·lícules produïdes va ser la superproducció de 1937 Scipione l'africano de Carmine Gallone. L'any 1936 l'Institut va deixar de dependre directament del primer ministre i va passar sota el control de Ministero della Cultura Popolare.
Després de la Segona Guerra Mundial, la institució va continuar dedicant-se a la producció de nombrosos documentals i pel·lícules (dirigits, entre d'altres, per Pupi Avati, Marco Bellocchio, Claude Chabrol, Liliana Cavani, Mario Monicelli, Ermanno Olmi i Ettore Scola). L'any 2009 l'empresa es va fusionar amb Cinecittà Holding SpA, creant una societat anònima: Cinecittà Luce SpA, que el 2011 va passar a anomenar-se Istituto Luce Cinecittà.
A partir de juliol de 2012, una gran col·lecció de pel·lícules (unes 30.000) es va posar a disposició del públic a través d'un canal de YouTube, gràcies a un acord amb Google.